# Kiehimänjoki
Kiehimänjoki är ett omkring 16 km långt vattendrag som rinner ut i Ule träsk genom Paldamo tätort i landskapet Kajanaland i Finland. Älven rinner bland annat igenom Uurajärvi och Leppikoski kraftverksdamm. Älven  ingår i Uleälvens huvudavrinningsområde. 